# Украина и Европейский союз
Украина — участник программы Евросоюза «Восточное партнёрство» (с 2009 года). В 2014 году Украина и Евросоюз подписали Соглашение об ассоциации, заменившее прежнее Соглашение о партнёрстве и сотрудничестве между Европейскими сообществами и Украиной. В 2022 году страна получила официальный статус страны-кандидата на вступление в Евросоюз.

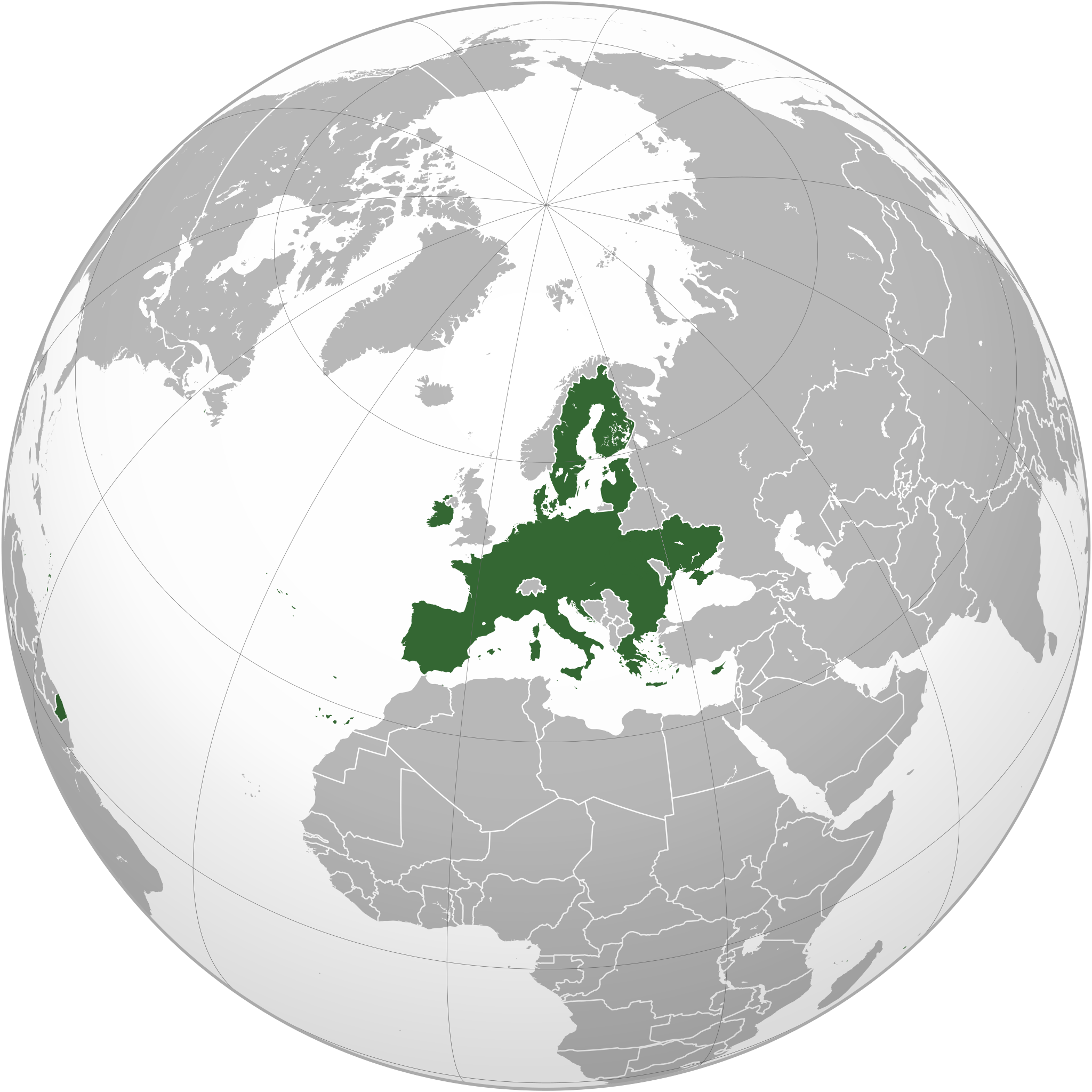
Карта Евросоюза при вступлении Украины

Евросоюз является для Украины важным экономическим партнёром. В 2015 году на Евросоюз пришлось 34 % всего украинского экспорта и 41 % украинского импорта товаров.
В феврале 2019 года Верховная рада юридически закрепила в Конституции Украины курс на вступление в Евросоюз. В преамбуле Конституции была закреплена формулировка о «европейской идентичности украинского народа и необратимости европейского и евроатлантического курса Украины», а в статье 102 полномочия главы государства были расширены: он стал «гарантом реализации стратегического курса государства на приобретение полноправного членства в Европейском союзе и Организации Североатлантического договора».
Украина официально подала заявку на членство в ЕС 28 февраля 2022 года; днём ранее ряд глав европейских стран высказался в поддержку интеграции с Украиной.
1 марта 2022 года Европарламент рекомендовал предоставить Украине статус страны-кандидата на вступление в ЕС.
17 июня 2022 года Еврокомиссия поддержала резолюцию о предоставлении Украине статуса кандидата на вступление в ЕС.
23 июня 2022 года Европейский парламент подавляющим большинством голосов принял резолюцию в поддержку статуса кандидата в ЕС для Украины, а Совет Европейского союза присвоил Украине статус кандидата на вступление в Евросоюз.
14 декабря 2023 года Совет Европейского союза решил начать переговоры о вступлении Украины в Европейский союз.
14 марта 2025 года Еврокомиссия прокомментировала, что с нынешним темпом реформ Украина может вступить в Европейский союз до 2030 года, и это уже практически принятое решение.

## История евроинтеграции Украины

### Европейское сообщество и постсоветские государства
Со второй половины 1980-х годов Европейское сообщество начало готовиться к переходу на новый уровень взаимодействия в рамках единой Европы — созданию Европейского союза. С конца 1980-х годов началось активное формирование единых европейских подходов к мировым проблемам, в том числе к демократическим преобразованиям в социалистических странах Восточной Европы и СССР и развитию политического диалога с восточными соседями.
2 декабря 1991 года Еврокомиссия признала демократический характер всеукраинского референдума, а Европейский совет, собиравшийся 9—10 декабря в Маастрихте (после подписания Беловежских соглашений), выразил желание развивать взаимоотношения с Белоруссией, Украиной и Россией, «свободно и мирно выразившими свою волю к полной суверенизации».
23 декабря 1991 года Западноевропейский союз приветствовал создание СНГ и подтвердил готовность признать суверенитет всех новых независимых республик при соблюдении ими специально разработанных Советом ЕС критериев, включая принятие обязательств по разоружению и нераспространению ядерного оружия.
В то же время, среди государств, возникших на территории бывшего СССР, основным партнёром в отношениях с мировым сообществом считалась Российская Федерация. Готовность России выступить правопреемником СССР вызвала положительную оценку единой Европы. При этом европейское сообщество приоритетной считало задачу интеграции с государствами Восточной Европы — бывшими участниками социалистического блока. Что же касается европейской части постсоветского пространства, то на неё распространялась цель стабилизации обстановки на европейском континенте через осуществление программ технической и финансовой помощи (прежде всего программы ТАСИС, инициированной в 1991 году).
Европейские политики не стремились к принятию долгосрочных политических решений в отношении бывших советских республик. В своих воспоминаниях тогдашний министр иностранных дел Украины Анатолий Зленко так описывал сложившуюся в период президентства Леонида Кравчука ситуацию: «На определённом этапе дискуссий относительно европейского будущего Украины у меня начало складываться впечатление, что для многих европейцев, включая политиков, <Берлинская> стена не исчезла, она лишь передвинулась на границу с Украиной».
Весной 1992 года Еврокомиссия приняла директиву о начале переговоров по подготовке соглашений о сотрудничестве с Белоруссией, Казахстаном, Россией и Украиной.
Руководство Украины с самого начала заявляло, что рассматривает евроинтеграцию как приоритетное направление внешней политики страны. Уже в постановлении Верховной Рады Украины от 2 июля 1993 г. «Об основных направлениях внутренней и внешней политики Украины» утверждались приоритет европейского вектора и стремление добиваться вступления в Европейский союз.
Однако общеевропейская политика в отношении Украины до 1994 года отличалась декларативностью и крайней размытостью формулировок. В ней отражались опасения европейских политиков по таким проблемам, как нежелание украинского руководства идти на компромисс по поводу ядерного оружия на украинской территории, отсутствие прогресса в вопросе о закрытии Чернобыльской АЭС, нарастание конфронтации Украины с Россией — основным партнёром Европы на постсоветском пространстве, высокая степень экономической нестабильности на Украине.
Лишь в 1994 году, после того как в начале года разрешился принципиальный вопрос о вывозе ядерного оружия бывшего СССР с территории независимой Украины и её присоединении к Договору о нераспространении ядерного оружия в качестве безъядерного государства, единая Европа сделала первый конкретный шаг в развитии отношений с Украиной. 14 июня 1994 года между Украиной и Европейским союзом было подписано базовое Соглашение о партнёрстве и сотрудничестве.
Этому сдвигу способствовало избрание на пост президента Украины Леонида Кучмы, который в сравнении с представителем партийной номенклатуры Леонидом Кравчуком воспринимался в Европе как молодой энергичный политик и крупный руководитель-производственник. Активная реформаторская деятельность, которую Леонид Кучма развернул на президентском посту, способствовала поддержанию этого имиджа. Немаловажно, что новый президент обещал снизить уровень противостояния в российско-украинских отношениях, что представляло для Европы значительный интерес.

### Соглашение о партнёрстве и сотрудничестве (1994—2008)
В течение длительного времени правовой основой отношений между Украиной и Европейским союзом являлось Соглашение о партнёрстве и сотрудничестве от 1994 года, вступившее в силу в 1998 году и действовавшее до 2008 года. Это соглашение положило начало сотрудничеству по широкому кругу политических, торгово-экономических и гуманитарных вопросов.
28 ноября 1994 года Совет Евросоюза принял Общую позицию по Украине. В качестве приоритетных направлений в отношениях с украинским государством было названо развитие тесных политических взаимоотношений с Украиной и выведение украино-европейского взаимодействия на новый уровень; «поддержание демократии» на Украине посредством консультирования по вопросам разработки нового законодательства и практической поддержки при становлении демократических институтов; поддержка рыночных реформ и оказание помощи в стабилизации украинской экономической системы.
В 1995 году Экономический и социальный комитет ЕС принял и опубликовал Заключение по поводу отношений ЕС с Россией, Украиной и Белоруссией. В данном документе содержались рекомендации и замечания касательно европейской политики в отношении этих государств — в первую очередь, относительно их стремления войти в состав единой Европы. Авторы документа признавали, что, действительно, в соответствии с Договором о Европейском союзе любое «европейское» государство может претендовать на членство в нём, но поясняли, что «данное выражение включает географический, исторический и культурный элементы, из которых складывается европейская идентичность», — поэтому государства-претенденты должны осознавать проблемы, которые может создать присоединение к Европейскому союзу. Кроме того, самому Евросоюзу требовалось время на адаптацию к новым условиям. В связи с этим Комитет не поддержал призывы к быстрому расширению на восток и массовому принятию в Евросоюз новых членов без наличия необходимых условий.
К середине 1990-х политика некоторых европейских государств в отношении независимой Украины изменилась. Так, в ноябре 1994 года канцлер ФРГ Гельмут Коль назвал Россию и Украину приоритетными партнёрами Германии на постсоветском пространстве.
Постепенная трансформация взглядов на Украину отражалась и на общеевропейском уровне. 22 ноября 1996 года Еврокомиссия представила на рассмотрение Европарламента План действий по Украине. Еврокомиссия предложила продолжить поддержку демократических преобразований на Украине и развивать с ней партнёрские отношения, не давая при этом украинскому руководству однозначного ответа по поводу места Украины в Европе. В целом концепция Плана действий по Украине повторяла положения Общей позиции 1994 года. Среди основных направлений помощи украинскому государству были названы поддержка экономической реформы на Украине и трансформации украинского общества, введение Украины в европейскую систему безопасности и расширение регионального сотрудничества, углубление договорных отношений и реформа энергетического сектора. В Плане действий предусматривалось увеличение количества политических контактов всех уровней, включая проведение многосторонних встреч; расширение политического диалога по вопросам безопасности и выработка совместных с Украиной ориентиров в сфере международных отношений на основе общих интересов; углубление контактов с Западноевропейским союзом и взаимодействия в рамках ОБСЕ для постепенной интеграции Украины в европейскую систему безопасности. Одобрение Европарламента этот документ получил только весной 1998 года, после вступления в силу Соглашения о партнёрстве и сотрудничестве между ЕС и Украиной. План действий по Украине 1996 года констатировал включение Украины в сферу интересов европейской внешней политики в качестве самостоятельного субъекта. Намечая для Украины пути реформирования для приближения к европейским стандартам, документ, однако, не оговаривал ни сроки, ни формы, ни даже возможность вступления Украины в Европейский союз.

### Евроинтеграция во внешнеполитических планах украинского руководства
В июле 2002 года Украина получила «специальный статус соседа», предусматривающий облегчение режима контролируемой миграции. Во время посещения Италии 27-28 ноября 2002 года в Риме президент Украины Леонид Кучма призывал Европейский союз определить место и роль Украины в будущей Европе — по его словам, «страна в условиях неопределённости жить не может». Тогдашний президент Еврокомиссии Романо Проди заявил, однако, что Украине нет места в расширенном ЕС; тот же факт, по словам Проди, что украинцы или армяне чувствуют себя европейцами, ничего для него не означает, потому что точно так же европейцами чувствуют себя новозеландцы.
В 2002 году президент Украины Кучма обозначил цель подписания соглашения об ассоциации Украины с ЕС и таким образом формально начал процесс евроинтеграции. В 2004 году Украина начала выполнять план «Путём европейской интеграции», рассчитанный до 2015 года и направленный на создание условий для вступления в ЕС. В 2004 году Европейская комиссия приняла план действий ЕС — Украина по углублению сотрудничества, в частности, в таких сферах, как энергетика, транспорт, окружающая среда, облегчение визового режима и т. п.
С приходом к власти Виктора Ющенко в начале 2005 года евроинтеграционные процессы были обозначены как приоритеты внешней политики Украины на ближайшие годы, однако процесс сдвинулся с места лишь в 2007 году, когда встал вопрос о заключении более широкого соглашения между Украиной и ЕС.
С 2007 года Еврокомиссия начала переговоры с Украиной о новом базовом соглашении — «об ассоциации Украины и Европейского союза». В 2008 году начались переговоры по подготовке соглашения об углублённой и всесторонней зоне свободной торговли (DCFTA) как части Соглашения об ассоциации.
В мае 2009 года Украина, наряду с пятью другими бывшими советскими республиками, начала участие в новой инициативе Евросоюза — «Восточное партнёрство», главной целью которой декларировано «создание необходимых условий для ускорения политической и экономической интеграции между Европейским союзом и заинтересованными странами-партнёрами» путём содействия политическим и социально-экономическим реформам в странах — участницах «Восточного партнёрства». Основными приоритетами реформ в странах-партнёрах и их сотрудничества с ЕС названы следующие области:
- демократия, совершенствование системы управления и обеспечение стабильности;
- экономическая интеграция и конвергенция с отраслевой экономической политикой ЕС, включая создание зон свободной торговли;
- энергетическая безопасность;
- развитие контактов между людьми (либерализация визового режима и усиление борьбы с незаконной миграцией)[22][23][24].

Виктор Янукович, вступивший на пост президента Украины в марте 2010 года, продолжил движение Украины в сторону евроинтеграции. Секретарь Совета национальной безопасности и обороны Украины Андрей Клюев заверял, что «стремление к полномасштабному сближению с ЕС остаётся неизменным стратегическим приоритетом развития Украины и одним из ключевых вопросов национальной безопасности».
На саммите «Украина — ЕС» в ноябре 2010 года был подписан протокол к Соглашению о партнёрстве и сотрудничестве по основным принципам участия в программах Евросоюза, который предусматривал, что представители Украины смогут принимать участие в статусе наблюдателей в программах ЕС, а также входить в состав руководящих комитетов тех программ, которым Украина будет оказывать финансовую поддержку. В феврале 2011 года Украина стала полноправным членом Европейского энергетического сообщества, целью которого является создание единого рынка электроэнергии и газа стран ЕС и Юго-Восточной Европы.
В дальнейшем, однако, арест лидера украинской оппозиции Юлии Тимошенко в августе 2011 года и судебный приговор по делу против неё, оглашённый в октябре того же года, вызвали однозначно негативную реакцию как США, так и Евросоюза.
Текст нового документа был окончательно согласован ещё в ноябре 2011 года, но в связи с осложнившимися отношениями между Евросоюзом и Украиной его подписание несколько раз откладывалось, при этом Евросоюз выдвинул украинскому руководству ряд предварительных условий. Лишь 30 марта 2012 года главами делегаций Украины и Евросоюза было парафировано Соглашение об ассоциации, 19 июля 2012 года — Соглашение об углублённой и всесторонней зоне свободной торговли.
В июле 2012 года Украина и ЕС договорились о внесении дополнений в соглашение об упрощении визового режима. В марте-апреле 2013 года Верховная рада Украины и Европарламент ратифицировали эти договорённости.
Несмотря на критику ситуации на Украине, звучавшую со стороны Евросоюза в течение всего года, 10 декабря 2012 года Совет иностранных дел Евросоюза одобрил заключение относительно Украины, в котором выразил готовность подписать Соглашение об ассоциации между Украиной и ЕС на саммите «Восточного партнёрства» в Вильнюсе в ноябре 2013 года при условии, что Киев продемонстрирует решительные действия и ощутимый прогресс в реформировании избирательного законодательства, решении проблемы выборочного правосудия и продолжении реформ.
18 ноября 2013 года состоялось заседание Совета Евросоюза на уровне министров иностранных дел, на котором планировалось принять окончательное решение, подписывать ли Соглашение об ассоциации с Украиной на саммите в Вильнюсе 28-29 ноября. Совет не смог принять решения, поскольку Украина не выполнила предъявлявшиеся к ней требования, — при этом было указано, что двери для Украины остаются открытыми.

21 ноября 2013 года Кабинет министров Украины сообщил о приостановке подготовки к заключению Соглашения об ассоциации между Украиной и ЕС:
С целью принятия мер по обеспечению национальной безопасности Украины, более детального изучения и проработки комплекса мероприятий, которые необходимо осуществить для восстановления утраченных объёмов производства и направлений торгово-экономических отношений с Российской Федерацией и другими государствами — членами Содружества Независимых Государств, формирования надлежащего уровня внутреннего рынка, который обеспечивал бы паритетные отношения между Украиной и государствами — членами Европейского союза… приостановить процесс подготовки к заключению Соглашения об ассоциации между Украиной, с одной стороны, и Европейским союзом, Европейским сообществом по атомной энергии и их государствами-членами, с другой стороны, и действие решения Кабинета Министров Украины от 18 сентября 2013 г. «О подготовке к подписанию проекта Соглашения об ассоциации между Украиной, с одной стороны, и Европейским союзом и его государствами-членами, с другой стороны».
Вице-премьер Украины Юрий Бойко заявил, что переговоры об ассоциации будут приостановлены до тех пор, пока не разрешится вопрос о предоставлении со стороны Евросоюза компенсаций от потерь Украины, которые могут произойти от снижения торговли с РФ и другими странами СНГ в случае подписания Украиной этого соглашения. Иначе экономика Украины очень серьёзно пострадает и это отразится на уровне жизни населения.
29 ноября, выступая на Вильнюсском саммите «Восточного партнёрства», президент Украины Виктор Янукович заявил, что Украина сохраняет приверженность идеям евроинтеграции и намерена в ближайшем будущем подписать соглашение об ассоциации с ЕС, но прежде этого ожидает от руководителей Евросоюза и связанных с ним организаций «решительных шагов навстречу Украине в вопросе разработки и реализации программы финансово-экономической помощи с использованием всех имеющихся механизмов и ресурсов как институтов, так и государств — членов ЕС». Среди таких шагов Виктор Янукович назвал организацию программ бюджетной помощи со стороны ЕС и МВФ, пересмотр торговых ограничений на импорт украинской продукции, участие ЕС в реконструкции украинской газотранспортной системы и отказ стран — членов ЕС от участия в проектах по строительству систем транспортировки газа в обход Украины, а также урегулирование проблем и противоречий с Россией и другими странами Таможенного союза. В завершение Янукович выразил надежду, что Украина сможет подписать соглашение об ассоциации с ЕС уже на следующем саммите «Восточного партнёрства».
Решение кабинета министров вызвало массовые протесты в Киеве и ряде регионов Украины, что привело к отставке правительства Николая Азарова, а впоследствии — к полной смене власти (см. Политический кризис на Украине (2013—2014)).
2 марта 2014 года новое руководство Украины распорядилось возобновить процесс подготовки к подписанию соглашения.

### Соглашение об ассоциации (c 2014)

Флаг, который использовали активисты на Евромайдане

21 марта 2014 года представители ЕС и Арсений Яценюк подписали политический блок Соглашения — ту часть документа, которая касается политического взаимодействия, вопросов безопасности и борьбы с терроризмом. Согласно подписанному документу, политический диалог должен вестись в рамках совета ассоциации на уровне министров иностранных дел и экспертов. В сфере внешней политики предусмотрено партнёрство в области урегулирования региональных конфликтов, участие Украины в гражданских и военных операциях ЕС по преодолению кризисных ситуаций, а также в учениях и тренировках.
Подписание экономического раздела было отложено из-за опасений, что создание зоны свободной торговли может привести к отрицательным последствиям для промышленных регионов страны. Экономическая часть Соглашения была подписана через три месяца, 27 июня, представителями ЕС и Петром Порошенко. Она предусматривает создание зоны свободной торговли и затрагивает такие вопросы, как доступ на рынки, торговля энергоносителями, сотрудничество в сфере сельского хозяйства, транспорта, металлургии, космоса, научных исследований, туризма, предпринимательской деятельности, защита интеллектуальной собственности, порядок рассмотрения споров и условия налогообложения.
16 сентября 2014 года Верховная рада одобрила законопроект о ратификации Соглашения об ассоциации между Украиной и Европейским союзом, который в тот же день был подписан президентом Петром Порошенко.

### Трёхсторонние переговоры
В июле 2014 года в Брюсселе начались трёхсторонние переговоры РФ, ЕС и Украины по реализации Соглашения об ассоциации Евросоюза и Украины, на которых стороны приступили к обсуждению практических вопросов реализации соглашения о свободной торговле, входящего в экономический блок Соглашения об ассоциации, в контексте его влияния на торговлю между Россией и Украиной
12 сентября 2014 года на трёхсторонних переговорах Украина-Россия-ЕС была достигнута договорённость об отсрочке имплементации соглашения о создании глубокой всеобъемлющей зоны свободной торговли в рамках ассоциации Украины с ЕС до, как минимум, конца 2015 года и о сохранении на протяжении этого срока режима свободной торговли в рамках СНГ. До этого времени Евросоюз сохранит право беспошлинного доступа для украинских товаров на европейский рынок, а европейский экспорт на Украину продолжит облагаться пошлинами. Трёхсторонние консультации продолжатся, Россия и Украина сохранят режим свободной торговли в рамках СНГ. Россия настаивала на том, чтобы договорённость об отсрочке имплементации соглашения об ассоциации Украины с ЕС была оформлена актами Верховной рады и Еврокомиссии. Россия предупредила, что в случае «ползучей» имплементации соглашения Украина-ЕС это будет рассматриваться как нарушение договорённостей, и РФ оставляет за собой право снять режим преференциальной торговли с Украиной.
Трёхсторонние переговоры и консультации продолжались до декабря 2015 года, однако они так и не привели к подписанию специального юридического документа, который бы снял российские озабоченности в связи со вступлением с 1 января 2016 года Соглашения об ассоциации между Украиной и ЕС в полном объёме. 16 декабря 2015 года президент РФ Владимир Путин подписал указ о приостановлении с 1 января 2016 года действия договора о зоне свободной торговли СНГ в отношении Украины «в связи с исключительными обстоятельствами, затрагивающими интересы и экономическую безопасность РФ и требующими принятия безотлагательных мер». Указ вступил в силу со дня его подписания. Россия считает, что введение режима свободной торговли Украины с ЕС при действующем режиме свободной торговли Украины с Россией создало бы условия для бесконтрольного реэкспорта в Россию европейской продукции, что негативно сказалось бы на внутреннем производстве, в условиях отсутствия продуманного и чётко регламентированного режима свободной торговли ЕС-Россия, который Россия в настоящее время вводить не намерена. 30 декабря Владимир Путин подписал закон о приостановлении действия договора о ЗСТ в отношении Украины (принят Государственной думой 22 декабря 2015 года и одобрен Советом Федерации 25 декабря 2015 года) и указ о частичном возобновлении с 2016 года действия в отношении Украины договора о ЗСТ в части таможенной пошлины с экспортируемого на Украину природного газа.
В качестве ответного шага парламент Украины принял закон «О внесении изменений в закон Украины „О внешнеэкономической деятельности“», разрешающий правительству вводить экономические санкции против России в ответ на российские решения по зоне свободной торговли и продовольственному эмбарго.
Тем временем ещё 19 ноября 2015 года еврокомиссар по вопросам расширения и европейской политики соседства Й. Хан заявил, что Европейский союз не будет компенсировать Украине потерю российского рынка после введения Зоны свободной торговли ЕС-Украина.

### Введение безвизового режима
Впервые на официальном уровне план действий по безвизовому режиму был согласован на саммите Украина-ЕС в ноябре 2010 года. В течение нескольких лет этот план дорабатывался и модифицировался, и вновь о предоставлении безвизового режима начали говорить после подписания политической части Соглашения об ассоциации в марте 2014 года.
В декабре 2015 года Еврокомиссия признала, что Украина выполнила все базовые условия для введения безвизового режима. 18 декабря 2015 года Европейская комиссия одобрила положительный отчёт относительно выполнения Украиной плана действий по либерализации визового режима с Евросоюзом.
В ЕС, однако, подчёркивали несколько принципиальных моментов — например, что отмена виз для граждан Украины при въезде в Евросоюз не распространится на едущих на заработки. «Исключения в визовом режиме будут касаться краткосрочного пребывания, (…) и это не относится к лицам, которые занимаются оплачиваемой деятельностью. Это коснётся, например, туристических визитов, коротких стажировок, учёбы, деловых поездок, участия в ярмарках и конференциях», — уточнил еврокомиссар по вопросам миграции, внутренних дел и гражданства Димитрис Аврамопулос.
В апреле 2016 года на консультативном референдуме в Нидерландах 61 % голландцев высказались против ратификации Соглашения об ассоциации с Украиной. В связи с этим обсуждение безвизового режима было на некоторое время приостановлено.
15 декабря 2016 года на саммите Европейского союза по требованию Нидерландов было принято юридически обязывающее решение по Соглашению об ассоциации между Украиной и ЕС. Согласно этому решению, Соглашение об ассоциации не предоставляет Украине статуса страны-кандидата на вступление в ЕС и не обязывает ЕС предоставить этот статус Украине в будущем, не содержит обязательств выделения Украине прямой финансовой и военной помощи и не предусматривает права граждан Украины на свободное проживание и свободное трудоустройство в странах-членах ЕС.
Тогда же Европарламент согласовал правила экстренной приостановки безвизового режима для граждан «третьих стран», учитывая беспокойство голландцев. Механизм может быть задействован в четырёх случаях: рост числа отказов гражданам этих стран во въезде в Евросоюз; рост числа необоснованных заявок на статус беженца; отказ властей «третьих стран» сотрудничать в вопросах репатриации; риски для внутренней безопасности Евросоюза, связанные с гражданами этих стран.
В итоге, после нескольких месяцев обсуждения, представители Европарламента и Евросовета 28 февраля 2017 года дали принципиальное согласие на отмену виз для украинцев, 6 апреля Европейский парламент поддержал введение безвизового режима. 11 мая соответствующий регламент одобрил Совет Европейского союза.
17 мая в Страсбурге в ходе рабочего визита Петра Порошенко в Европарламент был подписан документ о введении безвизового режима для въезда граждан Украины в Европу. Документ вступил в силу в начале июня 2017 года.
Введение безвизового режима предоставляет гражданам Украины право свободно передвигаться по территории 30 государств. Это 22 страны, входящие в Евросоюз и Шенгенское соглашение, четыре страны Шенгенского соглашения, не входящие в Евросоюз (Швейцария, Исландия, Норвегия, Лихтенштейн) и четыре страны Евросоюза, не входящие в Шенгенское соглашение (Кипр, Румыния, Болгария, Хорватия). Исключение составляют Великобритания и Ирландия. Безвизовый режим предоставит гражданам Украины право пребывания в Европе сроком 90 дней в течение каждого 180-дневного периода. Прав на проживание, трудоустройство или обучение в ЕС документ не даёт.
В декабре 2018 года Еврокомиссия обращалась к Украине с жалобой на нарушения соглашения о безвизовом режиме.

### Президентство Владимира Зеленского
За день до истечения президентских полномочий покидающий свой пост президент Украины Пётр Порошенко, выступая в Киеве на мероприятии по случаю Дня Европы, дал будущему главе Украины Владимиру Зеленскому ряд советов относительно ведения внешней политики Украины. Основной задачей Зеленского на этом посту, полагает Порошенко, должно стать движение Украины в Евросоюз. Необходимо «продолжать и эффективно воплощать в жизнь Соглашение об ассоциации [Украины с Евросоюзом]». Зеленскому, уверен Порошенко, предстоит продолжать секторальное сотрудничество с Евросоюзом (цифровой союз, энергетический союз, Таможенный союз и шенгенский союз), а также — «самое важное» — «создать все условия, чтобы к 2023 году Украина отвечала критериям членства» в ЕС и имела возможность подать заявку на вступление в это объединение.
В июле 2019 года в Киеве прошёл 21-й саммит Украина-ЕС с участием президента Европейского совета Дональда Туска и президента Европейской комиссии Жан-Клода Юнкера. Стороны обсудили программу макрофинансовой помощи.
В октябре 2020 года в Брюсселе прошёл 22-й саммит Украина-ЕС. Делегацию Украины возглавил президент Владимир Зеленский, а ЕС — глава Европейского совета Шарль Мишель. Был на саммите и глава европейской дипломатии Жозеп Боррель, повторивший свой тезис о том, что «Европейский союз — это не благотворительная организация или банкомат», который он высказал по итогам своего визита в Киев 25 сентября. Тем не менее Украина получила от ЕС ещё €10 млн гуманитарной помощи. Стороны обсудили ситуацию с СOVID-19 и прогресс Украины в проведении реформ. Стороны также обсуждали украинскую инициативу по созданию международной платформы по крымской тематике и противостояние «кампаниям по дезинформации против ЕС и Украины, в том числе со стороны России». Коснулись и вопроса санкций в отношении России из-за дела с отравлением Алексея Навального, к которым Украина позднее присоединилась. Украина подписала с ЕС три соглашения на сумму €60 млн и заключила три инвестиционных проекта с Европейским инвестиционным банком, два из которых направлены на модернизацию и цифровизацию «Укрпочты». Кроме того, было анонсировано подписание в начале 2021 года договора о совместном авиационном пространстве. Особое внимание на пресс-конференции было уделено вопросам мирного урегулирования ситуации в Донбассе. ЕС вновь осудил «нарушение суверенитета и территориальной целостности Украины вследствие актов агрессии вооружённых сил России начиная с февраля 2014 года».
В феврале 2021 года Европарламент одобрил доклад о выполнении Украиной своих обязательств перед ЕС, авторы которого отметили «значительный прогресс в выполнении обязательств в рамках Соглашения об ассоциации и интеграции с ЕС», но констатировали отсутствие существенного прогресса в реформировании целого ряда областей. Реформы, по их словам, «тормозятся внутренней институциональной нестабильностью и противоречиями», «отсутствием чётких ориентиров», ограниченностью ресурсов, внешними факторами, а также «отсутствием политической решимости принять и обеспечить полную независимость судебных и экономических институтов». В докладе было заявлено, что на Украине всё ещё «широко распространена» коррупция (согласно индексу восприятия коррупции Transparency International, в 2020 году Украина заняла 117-е место из 180). Авторы доклада выразили «особую обеспокоенность» принятым в октябре 2020 года Конституционным судом решением об отмене ряда статей УК, касающихся борьбы с коррупцией. Было указано также на проблемы в сфере гендерного равенства и проблемы со свободой прессы. Авторы доклада призвали «ослабить жёсткую хватку олигархов над СМИ, поощрить редакционную независимость и бороться с безнаказанностью за преступления, связанные с насилием против журналистов». По мнению авторов, слабый прогресс в осуществлении реформ частично оправдывается тем, что Украина вынуждена проводить их в условиях «целевых кампаний дезинформации, кибератак и других гибридных угроз», вызванных «российской военной агрессией», «частичной оккупацией Донбасса» и «аннексией Крыма».
17 мая 2021 года главы МИД Украины, Грузии и Молдавии в Киеве подписали меморандум о создании «Ассоциированного трио». Цель нового объединения — сотрудничество по вопросам интеграции в ЕС.
В октябре 2021 года в Киеве состоялся 23-й саммит Украина — ЕС, в котором приняли участие главы Еврокомиссии и Европейского совета Урсула фон дер Ляйен и Шарль Мишель. Главным его итогом стало подписание соглашения об открытом небе. Кроме того, были заключены соглашения об участии Украины в европейской программе финансирования исследований и инноваций Horizon Europe, а также в программе Creative Europe, направленной на развитие культурного, креативного и аудиовизуального секторов. Наконец, было объявлено, что Украина получит от ЕС второй транш макрофинансовой помощи в 600 млн евро (ту же сумму в рамках первого транша Украине выплатили в декабре 2020 года).
По наиболее важным для Киева вопросам — перспективам членства в Евросоюзе и проблеме энергобезопасности — представители ЕС никаких гарантий Киеву дать не смогли. В то же время в совместном заявлении сторон по итогам саммита нашла отражение жёсткая позиция ЕС в отношении России, которая была названа «стороной конфликта» в Донбассе, поддерживающей в финансовом и военном плане незаконные вооружённые формирования. В документе содержится призыв к России «немедленно прекратить подстрекательство» к продолжению конфликта, в полном объёме выполнить Минские договорённости и признать свою ответственность за гибель пассажиров и экипажа рейса MH17 в 2014 году.
В совместном заявлении также было подчёркнуто, что ЕС продолжит осуждать незаконную аннексию Крыма. Кроме того, стороны указали на усиление милитаризации Крыма и ухудшение ситуации с правами человека.
В ноябре 2021 года руководство Евросоюза потребовало от России отменить подписанный президентом Путиным указ об оказании гуманитарной поддержки населению ДНР и ЛНР, согласно которому товары из ДНР и ЛНР смогут ввозиться на российский рынок по упрощённым правилам и участвовать в госзакупках. Евросоюз считает, что эта мера подрывает «суверенитет и территориальную целостность Украины, в том числе в сфере таможенного контроля», и в перспективе способно усилить напряжённость, перерасти в закрепление независимости ДНР и ЛНР и осложнить процесс реинтеграции регионов.

### Предоставление статуса кандидата на вступление в Евросоюз
23 июня 2022 года Европейский парламент подавляющим большинством голосов принял резолюцию в поддержку статуса кандидата в ЕС для Украины, а Совет Европейского союза присвоил Украине статус кандидата на вступление в Евросоюз.
Кандидатский статус предоставляет Украине ряд преимуществ и возможностей, среди которых — закрепление стремления к европейскому будущему на юридическом уровне, завершение трансформации ряда сфер при поддержке Еврокомиссии, полноправное участие в программах и инициативах ЕС, к которым раньше не было доступа, увеличение привлекательности для инвесторов, улучшение бизнес-климата, максимально быстрая модернизация Украины, доступ к финпомощи для стран, которые готовятся к вступлению в ЕС — гранты, инвестиции, и техническая помощь.
29 июня 2022 года Украина подписала с ЕС соглашение о «транспортном безвизе». Соглашение значительно упростит работу украинских перевозчиков. Теперь не нужно будет получать специальные разрешения для осуществления двусторонних и транзитных перевозок, экспорт украинской продукции не будет задерживаться на пунктах пропуска, также будут признаваться украинские водительские удостоверения перевозчиков.
С 1 июля 2022 года Украина начала экспорт электроэнергии в ЕС, что является началом коммерческого обмена электроэнергией между Украиной и Европой. Это стало возможным благодаря объединению энергетических систем Украины и Европы, которое состоялось в марте 2022 года.
1 октября 2022 года Украина получила «таможенный безвиз» со странами Евросоюза. Заменив Национальную систему контроля транзита на европейскую систему NCTS, интегрируясь в таможенную систему ЕС. Участие в NCTS позволит отслеживать грузы в режиме реального времени в различных юрисдикциях, улучшит их контроль, повысит эффективность использования человеческих ресурсов.
8 мая 2023 года Президент Украины издал указ о праздновании Дня Европы 9 мая со странами-членами ЕС. Представитель Еврокомиссии Дана Спинант приветствовала решение Украины начать празднование Дня Европы 9 мая, отметив, что это решение является отражением европейской идентичности украинского народа.

### Переговоры о членстве в Евросоюзе
14 декабря 2023 года Совет Европейского союза принял решение о начале переговоров о вступлении Украины в Европейский союз. Переговоры могут занять несколько лет, однако решение о начале процесса означает решимость 27-ми стран-членов ЕС продолжать поддержку Украины в её войне с Россией и готовность к помощи в восстановлении страны после окончания войны.
25 июня 2024 года официально начались переговоры о вступлении Украины в Европейский союз. Процесс запустили на межправительственной конференции в Люксембурге.

## Саммиты Украина — ЕС

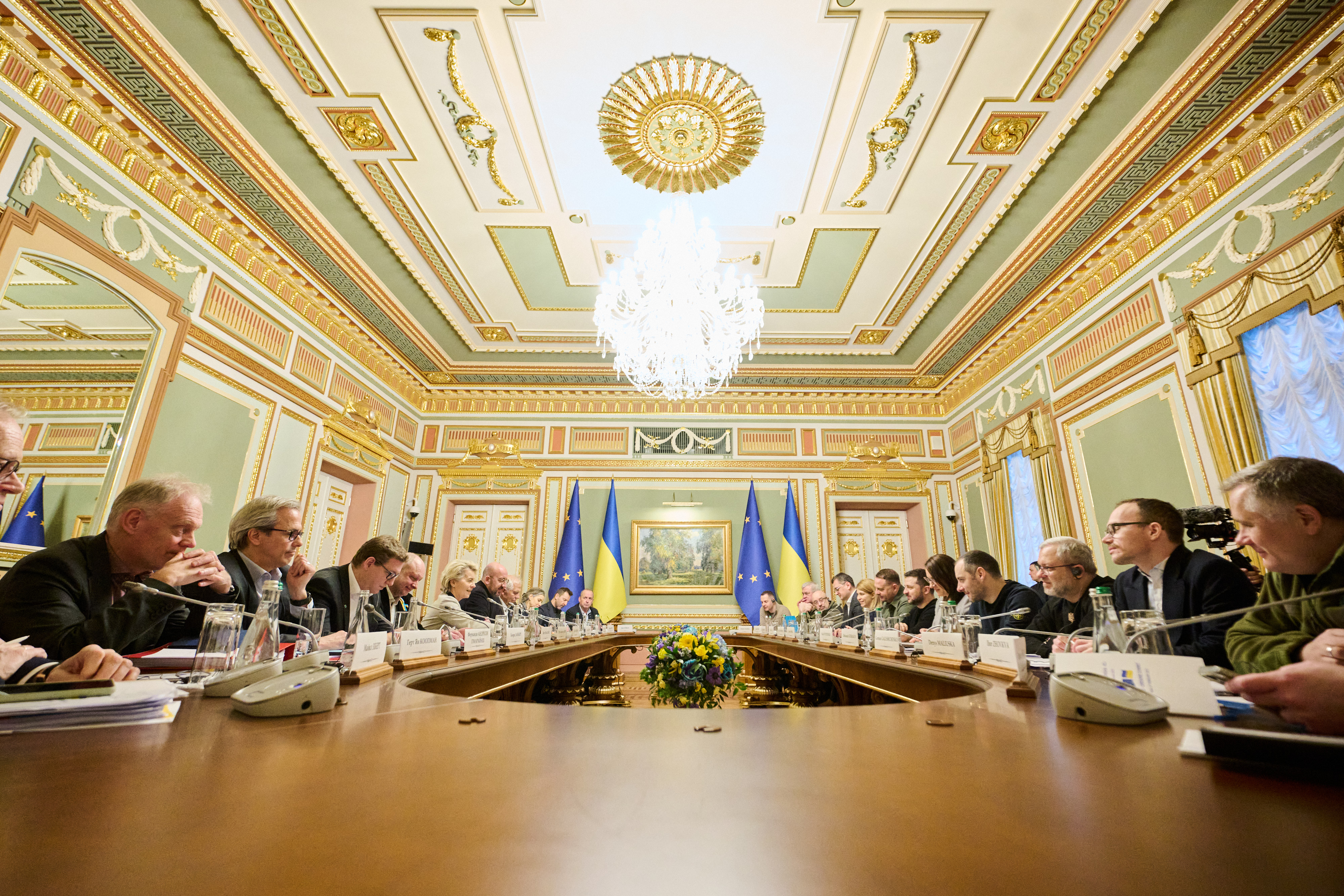
Саммит Украина — ЕС в Киеве, 3 февраля 2023

| Номер      | Год  | Дата        | Место      |
| ---------- | ---- | ----------- | ---------- |
| 1          | 1997 | 5 сентября  | Киев       |
| 2          | 1998 | 16 октября  | Вена       |
| 3          | 1999 | 23 июля     | Киев       |
| 4          | 2000 | 15 сентября | Париж      |
| 5          | 2001 | 11 сентября | Ялта       |
| 6          | 2002 | 4 июля      | Копенгаген |
| 7          | 2003 | 7 октября   | Ялта       |
| 8          | 2004 | 8 июля      | Гаага      |
| 9          | 2005 | 1 декабря   | Киев       |
| 10         | 2006 | 27 октября  | Хельсинки  |
| 11         | 2007 | 14 сентября | Киев       |
| 12         | 2008 | 9 сентября  | Париж      |
| 13         | 2009 | 4 декабря   | Киев       |
| 14         | 2010 | 22 ноября   | Брюссель   |
| 15         | 2011 | 19 декабря  | Киев       |
| 16         | 2013 | 25 февраля  | Брюссель   |
| внеурочный | 2014 | 21 марта    | Брюссель   |
| 17         | 2015 | 27 апреля   | Киев       |
| 18         | 2016 | 24 ноября   | Брюссель   |
| 19         | 2017 | 13 июля     | Киев       |
| 20         | 2018 | 9 июля      | Брюссель   |
| 21         | 2019 | 8 июля      | Киев       |
| 22         | 2020 | 6 октября   | Брюссель   |
| 23         | 2021 | 12 октября  | Киев       |
| 24         | 2023 | 3 февраля   | Киев       |

## Вступление в Европейский союз

### Общая информация
В теории любая европейская страна может присоединиться к Евросоюзу. Совет ЕС консультируется с Комиссией и Европарламентом и выносит решение о начале переговоров по вступлению. Совет может одобрить заявку только единогласно. Чтобы получить одобрение заявки, страна должна отвечать следующим критериям:
- должна соблюдать принципы свободы, демократии, уважения к правам человека и фундаментальным свободам, верховенства закона;
- должна по экономическим и иным показателям соответствовать европейскому уровню.

Чтобы присоединиться к Евросоюзу, государство-заявитель должно удовлетворять политическим и экономическим условиям, общеизвестным как Копенгагенские критерии (в честь прошедшего в Копенгагене саммита 1993 года): стабильное демократичное правительство, признающее верховенство закона и соответствующих свобод и институтов. Согласно Маастрихтскому договору каждое текущее государство-член, а также Европарламент должны прийти к согласию по поводу любого расширения.
Вступление в ЕС происходит в несколько этапов:
1. подписание Соглашения об ассоциации;
2. включение в официальную программу расширения ЕС;
3. подача заявки на вступление;
4. получение статуса кандидата в члены ЕС;
5. проведение и завершение переговоров по всем пунктам соответствия страны европейскому законодательству, европейским нормам и по снятию возражений со стороны уже действующих членов ЕС;
6. доведение экономических и прочих показателей страны до европейского уровня;
7. проведение референдума по членству в ЕС;
8. вступление в ЕС.

В некоторых случаях процесс получения полноправного членства в ЕС затягивается на долгий срок. Ярким примером этого является Турция, которая уже отметила 50 лет со дня подписания соглашения об ассоциации, и пока не стала членом ЕС, несмотря на существующее также рамочное соглашение о сотрудничестве, статус кандидата и ведущиеся переговоры о членстве в ЕС. Главным препятствием Турции на пути к членству является оппозиция Германии и Франции. Кроме того, у Турции до сих пор не разрешён территориальный конфликт с Кипром, членом Евросоюза.
В других случаях процесс вступления занимает всего несколько лет. К примеру, Финляндия подала заявку на вступление в 1991 году, а уже в 1995 году стала членом ЕС, однако при совершенно иных критериях членства, по приглашению самого ЕС и с намного более высоким уровнем экономического развития.
Украина находится на пятом из этих этапов (с 14.12.2023 начаты переговоры по членству в ЕС).
На первом этапе находятся такие страны, как Алжир, Чили, Египет, Израиль, Иордания, Ливан, Марокко, ЮАР, Сирия, Тунис. Большая часть перечисленных стран имеет невысокие шансы стать членами Европейского союза по разным причинам, как потому, что они не являются европейскими странами, так и по другим экономическим, социальным и политическим причинам.
На третьем этапе сейчас находится Косово. Оно являются потенциальными кандидатами, подавшими заявку на вступление.
На четвёртом этапе находятся две страны: Босния и Герцеговина и Грузия. Они имеют статус кандидата в члены ЕС.

Расширение ЕЭС/Евросоюза с 1957 по 2020
Европейское экономическое сообщество
Европейский союз

На пятом этапе находятся Северная Македония, Албания, Турция, Сербия, Украина, Молдавия и Черногория. Эти страны начали процесс переговоров по членству в ЕС. При этом из переговоров по 35 пунктам Черногория начала переговоры лишь по 30, завершила — только по 3 пунктам. Турция, начавшая эти переговоры гораздо раньше, начала переговоры лишь по 16 пунктам и завершила — только по 1 пункту. Сербия по состоянию на март 2017 года начала переговоры по 12 пунктам, завершила их по 2 пунктам. Украина и Молдавия получили старт подобного переговорного процесса со стороны Совета Европейского союза 14 декабря 2023 года.

### Мнения

#### Позиция руководства Украины
На церемонии подписания Соглашения об ассоциации президент Пётр Порошенко заявил:
Украина как европейское государство, которое имеет одинаковые [европейские] ценности — верховенство закона и свободы, настаивает на будущем членстве Украины в ЕС. Соглашение об ассоциации — это инструмент подготовки к будущему присоединению.
16 сентября 2014 года Верховная рада Украины приняла постановление «О европейском выборе Украины». В нём, в частности, было отмечено, что Верховная Рада Украины рассматривает ратификацию Соглашения об ассоциации не только как стимулирующий фактор для осуществления дальнейших реформ на Украине, но также как очередной шаг на пути к достижению конечной цели европейской интеграции — приобретению полноправного членства в Европейском союзе.

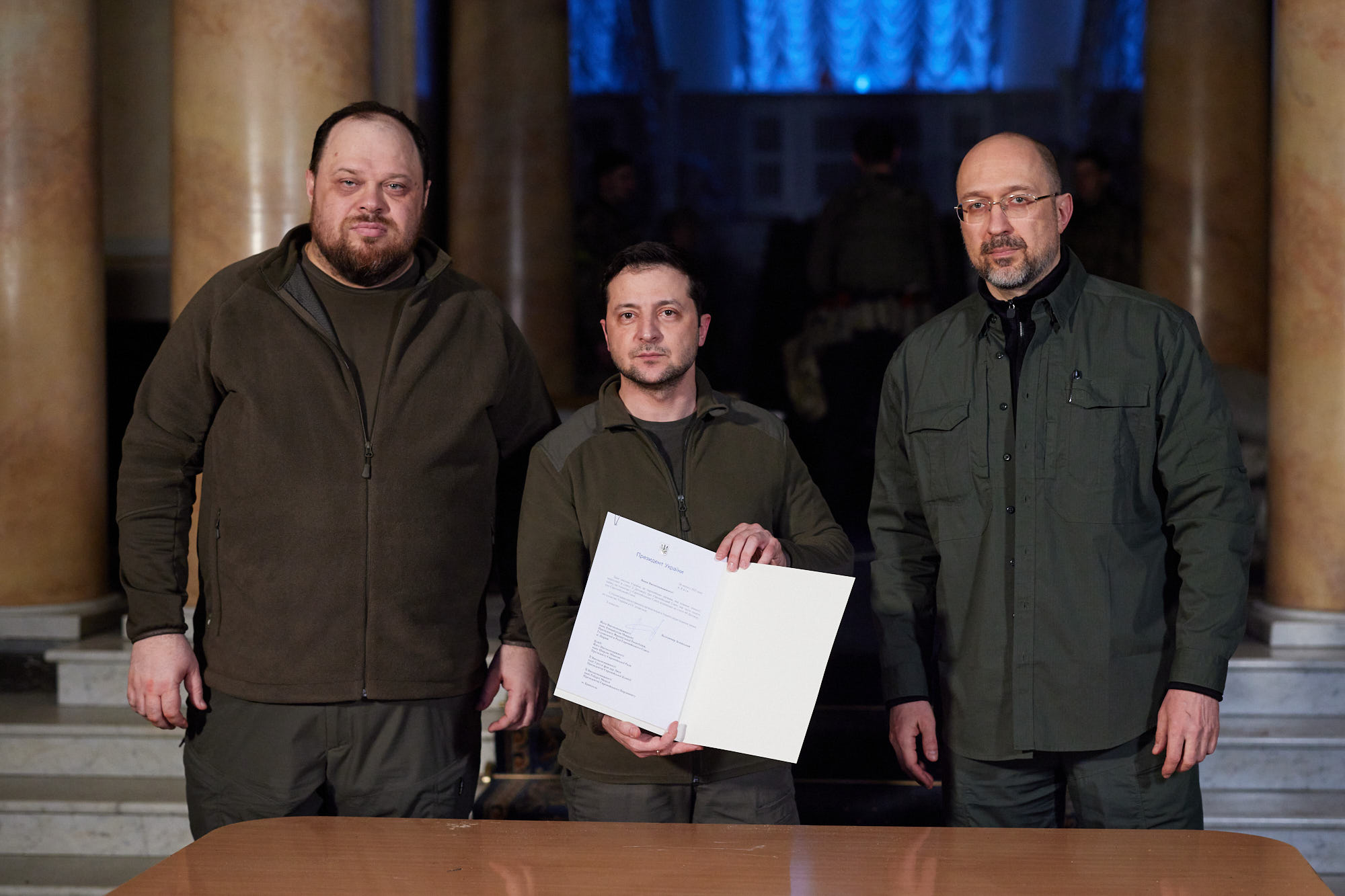
Заявка на членство Украины в Европейском Союзе

28 февраля 2022 года Президент Украины Владимир Зеленский подписал заявку на членство Украины в Европейском Союзе. Глава государства с Главой ВРУ Русланом Стефанчуком и Премьер-министром Украины Денисом Шмыгалем подписали Совместное заявление.
Президент Владимир Зеленский во вторник 1 марта выступил в Европарламенте и заявил, что Украина доказала, что выбрала Европу, а теперь Европа должна выбрать Украину и поддержать вступление в ЕС:
У нас очень мотивированный народ. Мы боремся за наши права, свободу, за жизнь, а сейчас мы боремся за выживание и это сейчас наша величайшая мотивация. Но мы боремся и за то, чтобы быть равноправными членами Европы. Я считаю, что сегодня всем показываем, что мы такие.

С нами Европейский союз будет крепче. Без вас Украина будет одинока.
29 мая 2022 года, с целью поддержки пути Украины к европейскому будущему, в частности для получения статуса кандидата на членство в Европейском Союзе 25-26 июня, правительство Украины запустило коммуникационную кампанию «Embrace Ukraine. Strengthen the Union».

#### Позиция руководства ЕС
Согласно резолюции Европарламента, принятой 25 мая 2014 года, Украина и другие страны — участницы «Восточного партнёрства», как и иные европейские государства, имеют европейскую перспективу и могут подать заявку о приёме в члены ЕС, если будут соответствовать принципам демократии, уважения базовых свобод и прав человека, соблюдения прав меньшинств и верховенства закона.
27 июня 2014 года уходящий со своего поста президент Еврокомиссии Жозе-Мануэл Баррозу заявил, что Соглашение об ассоциации является началом пути Украины в направлении ЕС. В тот же день Комиссар ЕС по вопросам расширения Штефан Фюле заявил, что он верит в будущее членство Украины в ЕС.
18 сентября 2014 года Европейский парламент резолюцией «Ситуация на Украине и состояние дел в отношениях ЕС — Россия» подтвердил, что, «в соответствии со статьей 49 Соглашения о ЕС, Украина, как и любая другая европейская страна, имеет европейскую перспективу и может стать членом ЕС при условии, что будет придерживаться принципов демократии, уважать основные свободы, права человека, права меньшинств и обеспечивать верховенство права».
20 января 2016 года Марк Рютте, премьер-министр Нидерландов, которые в тот период являлись государством — председателем ЕС, отметил, что соглашение об ассоциации и членство Украины в ЕС — не связанные друг с другом вопросы: «Нам нужно соглашение с Украиной, потому что это, с одной стороны, соглашение о свободной торговле, но это также касается стабильности на границах Европейского союза. Но это, действительно, не предваряет вступление. Соглашение о свободной торговле, стабильность на границах ЕС и никакого предварения вступления».
28 февраля 2022 года глава Еврокомиссии Урсула фон дер Ляйен заявила, что Украина одна из нас, и мы хотим видеть её в Европейском Союзе.
Европейский парламент 1 марта 2022 года подавляющим большинством голосов (637 голосами «за», только 13 евродепутатов выступили «против», 26 воздержались) утвердил резолюцию, рекомендующую государствам-членам ЕС работать над предоставлением Украине статуса кандидата на вступление.
Обычно решение Еврокомиссии по соответствию этой заявки занимает от 15 до 18 месяцев.

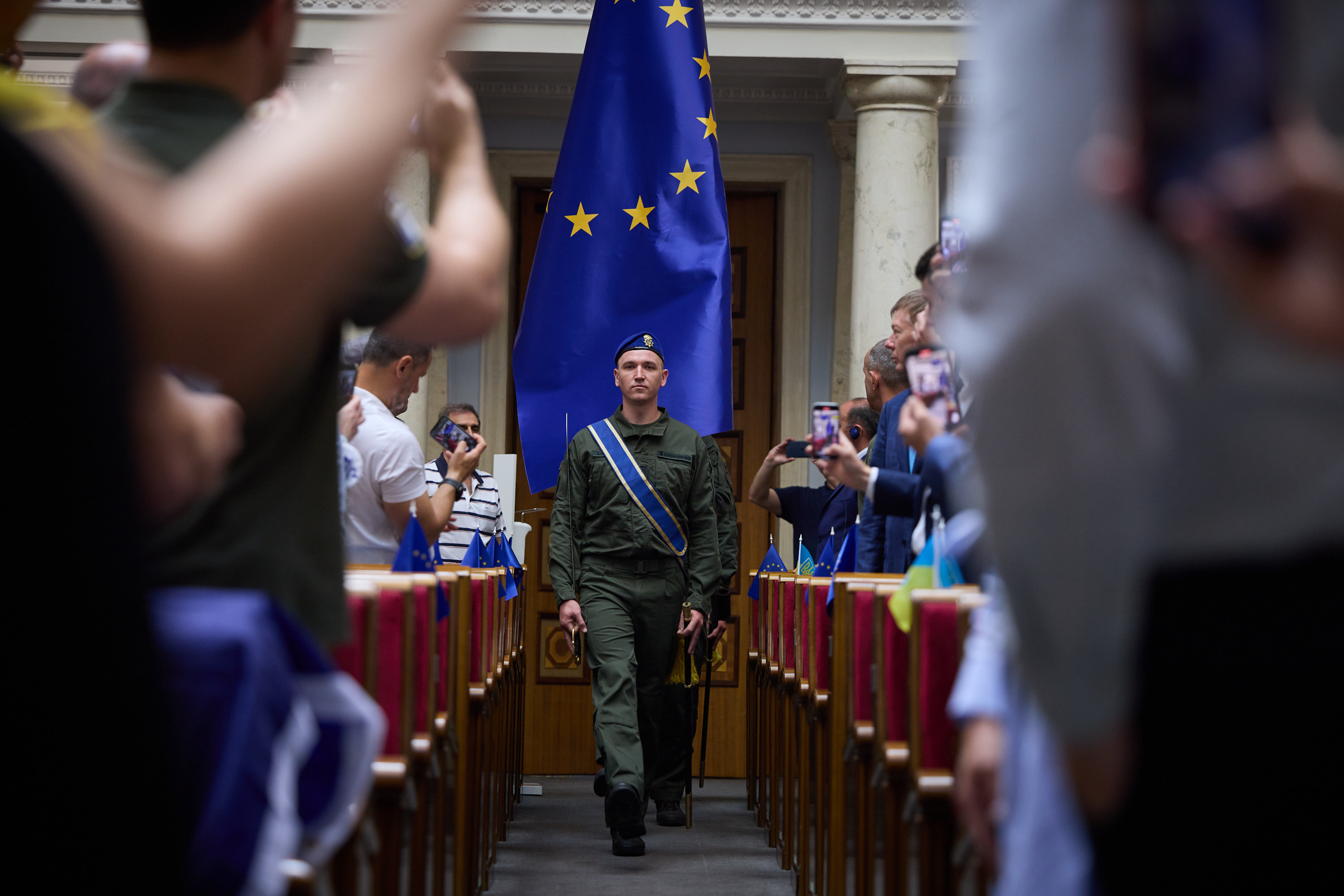
1 июля 2022 года в зал Верховной Рады торжественно внесли и установили флаг ЕС

11 марта 2022 года в ЕС дали согласие на евроинтеграцию Украины и заявили о намерении и дальше укреплять связи и партнерство, а также отметили, что «Украина принадлежит к европейской семье». Об этом сообщил президент Литвы Гитанас Науседа в своём Твиттер аккаунте.
21 марта 2022 года в Брюсселе начали рассматривать заявку Украины на членство в Евросоюзе. Об этом сообщил комиссар ЕС по европейской политике соседства и переговорам о расширении Оливер Вархеи. Он пообещал, что заключение по ней будет предоставлено как можно скорее.
1 апреля 2022 года председатель Европейского парламента Роберта Метсола выступая на брифинге в Киеве заявила, что Европейский Союз в ускоренные сроки предоставит Украине статус страны кандидата в члены ЕС и приложит все усилия, чтобы после войны отстроить украинские города и села.
8 апреля 2022 года Урсула фон дер Ляйен передала Владимиру Зеленскому «опросник», который является следующим формальным шагом на пути к вступлению Украины в Евросоюз.
8 июня 2022 года Европейский парламент рекомендовал предоставить Украине статус кандидата в члены ЕС. За проголосовало 438 евродепутатов.
17 июня Европейская комиссия поддержала предоставление Украине статуса кандидата на вступление в Евросоюз.
Глава Европейского совет Шарль Мишель заявил, что лидеры Европейского Союза 23 июня официально присвоят Украине статус кандидата на вступление в ЕС. Также добавив, что это решающий момент для Европейского Союза. Это геополитический выбор, который мы сделаем сегодня. Я уверен, что мы предоставим Украине статус кандидата и четкую европейскую перспективу. 23 июня 2022 года Европарламент поддержал предоставление Украине статуса кандидата на вступление в Евросоюз и принял соответствующую резолюцию.
8 ноября 2023 года Еврокомиссия рекомендовала начать официальные переговоры о вступлении Украины в Евросоюз.

#### Позиция стран Евросоюза
26 февраля 2022 года Президент Польши Анджей Дуда выступил за ускоренный путь вступления Украины в ЕС. 27 февраля премьер-министр Словении Янез Янша совместно с премьером Польши Матеушем Моравецким в письме президенту Евросовета Шарлю Мишелю предложили план быстрой интеграции Украины в ЕС до 2030 года. Премьер-министр Словакии Эдуард Гегер предложил ЕС создать новую специальную процедуру для присоединения Украины к Европейскому Союзу, чтобы в будущем помочь Украине встать на ноги и восстановиться после войны .
1 марта 2022 года, президенты восьми стран-членов ЕС (Республики Болгария, Чешской Республики, Эстонской Республики, Латвийской Республики, Литовской Республики, Республики Польша, Словацкой Республики и Республики Словения) подписали открытое письмо с призывом немедленно предоставить Украине перспективу членства в ЕС и приступить к переговоров о вступлении. Также в этот день министр иностранных дел Венгрии Петер Сиярто высказался за ускоренное вступление Украины в Европейский Союз.
9 марта 2022 года Сенат Польши 93 голосами принял «за» резолюцию, в которой призывает страны Европейского Союза поддержать ускоренный процесс вступления Украины в ЕС.
Украинское общество несомненно доказало, что готово быть частью объединенной Европы и готово кровью платить за преданность европейским ценностям. Украинские воины, защищая границы своей страны, защищают всю Европу, - говорится в документе.
10 мая 2022 года глава МИД Германии Анналена Бербок заявила:
Мы настаиваем на полном членстве Украины в ЕС. Мы хотим провести углубленную реформу в ЕС, и это будет наукой после этой агрессивной войны. Я хочу ясно сказать, что сейчас не момент для того, чтобы рассматривать параграфы. Сейчас настал момент, чтобы занять очень четкую позицию, позицию между войной и миром.
Бербок также добавила, что Германия «найдет путь для участия Украины в ЕС» и «подтвердила, что Украина является частью ЕС».
19 мая, выступая в Бундестаге, канцлер Германии Олаф Шольц поддержал позицию президента Франции Эммануэля Макрона, считающего, что вступление Украины в Евросоюз не вопрос нескольких месяцев или нескольких лет и заявил, что сроки вступления в ЕС будут зависеть от реформ и самой Украины. По его словам, из соображений справедливости к другим кандидатом на вступление в ЕС не следует сокращать путь евроинтеграции.
31 мая премьер-министр Италии Марио Драги, заявил о том, что Украина возможно не получит статус кандидата ЕС на июньском заседании Совета Европейского союза. По его словам некоторые страны выступают против этого присвоения, заметив, что Италия занимает другую позицию. Также Драги добавил, что Украине может быть предоставлена возможность пройти подготовку к вступлению в Евросоюз «по ускоренной процедуре», которую должна разработать Еврокомиссия..
1 июня директор департамента по вопросам внешней политики Администрации правительства Испании Эмма Апариси заявила о поддержке стремления Украины стать полноправным членом ЕС. По её словам, предоставление Украине статуса кандидата на вступление в ЕС станет актом справедливости в отношении Украины и украинцев. Апариси убеждена, что предоставление Украине статуса страны-кандидата на вступление в ЕС является одним из основных факторов, который может разорвать цепь войны.
10 июня министр иностранных дел Нидерландов Вопке Хукстра, заявил, что правительство Нидерландов будет принимать решение о поддержке предоставления Украине статуса кандидата на вступление в ЕС после заключения Европейской комиссии. Хукстра заверил, что Нидерланды отнесутся к мнению Еврокомиссии беспристрастно. Европейская комиссия должна принять разумное решение по поводу того, что необходимо сделать. Тогда вы должны быть готовы смотреть на это открыто, и именно это сделают Нидерланды, сказал он.
16 июня главы Франция, Германии, Румынии и Италии во время визита в Киев поддержали немедленное предоставление Украине статуса кандидата на членство в Евросоюзе.
Об этом президент Франции Эммануэль Макрон заявил на совместном брифинге с участием президента Украины Владимира Зеленского, премьер-министра Италии Марио Драги, президента Румынии Клауса Йоханниса и канцлера Германии Олафа Шольца. Он также добавил, что этот статус будет сопровождаться дорожной картой, а также учитывать ситуацию на Балканах и в соседних странах, в частности, в Молдове и надеется, что это решение будет единогласно принято на Европейском Совете.
22 июня премьер министр Португалии Антониу Кошта заявил о том, что интеграция Украины может означать «не усиление Европейского Союза, а его распад». По его словам, если ЕС не построит «новую институциональную и бюджетную архитектуру», то вступление Украины станет для неё не поддержкой, а ловушкой. Антониу Кошта заявил о том, что Португалия с самого начала утверждала, что «к этим присоединениям следует относиться серьёзно», чтобы не создавать «ложных ожиданий, которые не имеют значения».
23 июня премьер-министр Бельгии Александр Де Кроо заявил, что статус кандидата в члены ЕС не означает, что двери союза сразу откроются перед претендентами. «Подача сигнала населению Украины о статусе кандидата является очень важным символическим сообщением» — сказал премьер- министр. "Но другой стороны, это не означает, что Украина скоро станет частью Евросоюза. Это многолетний процесс с массой реформ — заявил он.
26 июня премьер-министр Ирландии Михал Мартин заявил о том, что Украина должна вступить в ЕС в кратчайшие сроки. Мартин подчеркнул, что он изначально был сторонником вступления Украины в ЕС и что он поддерживает «быстрый и ускоренный» процесс вступления. Глава ирландского правительства отметил, что ему вполне понятно то, что будущее Украины — в Европейском Союзе.
Премьер-министр Нидерландов Марк Рютте в октябре 2023 года заявил, что категорически отвергает 2030 год, как разумную дату принятия в ЕС таких государств, как Украина. Вступление в Союз — сложный процесс, в котором не должно быть никаких уступок. Также, по его словам, ЕС в его нынешнем виде абсолютно не способен принять в свой состав крупные страны.